# Campaña (Valga)
Campaña (oficialmente Santa Cristina de Campaña) es una parroquia española del municipio de Valga, perteneciente a la provincia de Pontevedra, en la comunidad autónoma de Galicia.

## Historia
Hacia mediados del siglo XIX, el lugar, por entonces referido como una feligresía, tenía contabilizada una población de 255 habitantes. Aparece descrito en el quinto volumen del Diccionario geográfico-estadístico-histórico de España y sus posesiones de Ultramar de Pascual Madoz con las siguientes palabras:

CAMPAÑA (Sta. Cristina): felig. en la prov. de Pontevedra (5 leg.), part. jud. de Caldas de Reyes (2), dióc. de Santiago (5), ayunt. de Valga (1/4): sit. á la izq. del r. Ulla, cerca del punto por donde desagua en la ria de Arosa. La combaten todos los vientos y el clima es saludable. Tiene unas 67 casas repartidas en los l. que la componen, á saber: Debesa, Iglesia, Pumariño, Torre, Souto y el de su nombre. La igl. parr. dedicada á Sta. Cristina, está servida por 1 cura de provision ordinaria. Confina el térm. con las felig. de Cordeiros, Janza, Requeijó y Valga. El terreno participa de monte y llano y abunda en fuentes de buenas aguas para beber, y otros objetos. Los caminos son locales y en mediano estado: el correo se recibe en la cap. del part. 3 veces á la semana. prod.: trigo, centeno, maiz, vino, lino, legumbres y frutas; se cria ganado vacuno, de cerda, lanar y cabrio: hay caza de varías especies, y pescas de anguilas y truchas en el Ulla. ind.: ademas de la agricola, se cuentan varios molinos harineros, telares de lienzos caseros, y tambien se dedican los hab. á fabricar tejas. pobl.: 67 vec., 255 alm. contr. con su ayunt. (V.)
(Madoz, 1846, p. 348)

En 2022, tenía empadronados 926 habitantes.

## Patrimonio
Hay en la parroquia una iglesia de Santa Cristina.